# Матчи сборной России по футболу 1993
| Все матчи в 1993 году |                            |     |
| Тов.                  | США — Россия               | 0:1 |
| Тов.                  | Сальвадор — Россия         | 1:2 |
| Тов.                  | США — Россия               | 0:0 |
| Тов.                  | Израиль — Россия           | 2:2 |
| Отб. к ЧМ-94          | Люксембург — Россия        | 0:4 |
| Отб. к ЧМ-94          | Россия — Венгрия           | 3:0 |
| Отб. к ЧМ-94          | Россия — Греция            | 1:1 |
| Отб. к ЧМ-94          | Исландия — Россия          | 1:1 |
| Тов.                  | Франция — Россия           | 3:1 |
| Отб. к ЧМ-94          | Венгрия — Россия           | 1:3 |
| Тов.                  | Саудовская Аравия — Россия | 4:2 |
| Отб. к ЧМ-94          | Греция — Россия            | 1:0 |
| Итого в 1993 году     |                            |     |
| И В Н П М             |                            |     |
| 12 5 4 3 20−14        |                            |     |

Товарищеский матч
| 13 февраля 1993 | \| США \| 0:1 (0:1) \| Россия \| \| \| Голы \| Сергеев 12′ \| | Стадион: «Флорида Ситрас Боул», Орландо Зрителей: 13 650 Судья: Джек Д’Акуила. Облачно. 7 градусов. |
| США: Меола (к), Бальбоа, Лаппер, Калиджури (Эйгус, 83'), Клавихо, Вудринг (Михалик, 79'), Армстронг (Сорбер, 63'), Киннир, Вермес (Джонс, 63'), Клопас, Хендерсон (Мур, 63'). Главный тренер: Бора Милутинович. Россия: Черчесов (к), Хлестов, Чернышов, Ан. Иванов, Онопко, Ледяхов (Афанасьев, 58'), Дм. Попов (Тедеев, 33'), Карпин, Бесчастных, Сергеев (Ю. Матвеев, 70'), Радченко. Главный тренер: Павел Садырин. |                                                               | |
| США | 0:1 (0:1)                                                     | Россия                                                                                              |
| | Голы                                                          | Сергеев 12′                                                                                         |

Товарищеский матч
| 17 февраля 1993 | \| Сальвадор \| 1:2 (0:0) \| Россия \| \| Диас Арсе 60′ \| Голы \| Онопко 53′ (пен.) · Тедеев 55′ \| | Стадион: «Роуз Боул», Пасадина, США Зрителей: 16 000 Судьи: Артуро Анхелес, Чарльз Маккой, Хорхе Рейес Облачно. 10 градусов. |
| Сальвадор: Гарсия, Абрего, Осорио, Тригерос, Каркамо, Хосе Васкес (Сьенфуэгос, 28), Ривера, Меса (Педро Васкес, 79), Мелендес (Паласиос, 57) Диас Арсе (к), Ираэта. Россия: Овчинников, Хлестов, Скляров, Ан. Иванов, Афанасьев, Онопко (к), Карпин (Сергеев, 46'), Ледяхов, Тедеев, Бесчастных (Ю. Матвеев, 78'), Радченко. Главный тренер: Павел Садырин. Предупреждения: Хлестов, Скляров. Удаление: Радченко (40', неспортивное поведение). | | |
| Сальвадор | 1:2 (0:0)                                                                                            | Россия |
| Диас Арсе 60′ | Голы                                                                                                 | Онопко 53′ (пен.) · Тедеев 55′                                                                                               |

Товарищеский матч
| 21 февраля 1993 | \| США \| 0:0 \| Россия \| | Стадион: «Стэнфорд Стэдиум», Пало-Алто Зрителей: 26 450 Судья: Брайан Холл Ясно. 16 градусов. |
| США: Фридель, Бальбоа, Армстронг (Калиджури, 59), Клавихо (к), Дойл, Лаппер, Хендерсон (Джонс, 59), Куинн (Сорбер, 46), Вермес (Мур, 68), Киннир, Харбор. Главный тренер: Бора Милутинович. Россия: Черчесов (к), Хлестов, Чернышов, Ан. Иванов, Онопко, Ледяхов, Карпин, Дм. Попов (Тедеев, 46'), Бесчастных (Ю. Матвеев, 46'), Сергеев, Радченко. Главный тренер: Павел Садырин. |                            |                                                                                               |
| США | 0:0                        | Россия                                                                                        |

Товарищеский матч
| 24 марта 1993 | \| Израиль \| 2:2 (0:0) \| Россия \| \| Мизрахи 64′, 70′ \| Голы \| Дм. Попов 50′, 62′ \| | Стадион: «Кирьят Элиезер», Хайфа Зрителей: 3 000 Судья: Яаков Шейнер |
| Израиль: Гинзбург (Антман, 46'), Хальфон, Гилель (Мизрахи, 46'), Амар, Шелах, Клингер (к), Банин, Нимни (А. Харази, 35'; Глам, 88'), Р. Харази, Атар, Хазан. Главный тренер: Шломо Шарф. Россия: Черчесов, Д. Кузнецов, Горлукович, Мох, Ан. Иванов, Кульков, Онопко (к), Карпин, И. Корнеев, Радченко (Дм. Попов, 46'), Кирьяков. Главный тренер: Павел Садырин. Примечание: Атар не реализовал пенальти (73', вратарь). Предупреждения: Онопко, Банин. Удаления:Кирьяков (41', неспортивное поведение), Онопко (73', «фол последней надежды»). |                                                                                           |                                                                      |
| Израиль | 2:2 (0:0)                                                                                 | Россия                                                               |
| Мизрахи 64′, 70′ | Голы                                                                                      | Дм. Попов 50′, 62′                                                   |

Отборочная стадия XV чемпионата мира. Матч группы 5 зоны УЕФА
| 14 апреля 1993 | \| Люксембург \| 0:4 (0:1) \| Россия \| \| \| Голы \| Кирьяков 11′, 46′ · Шалимов 58′ · Кульков 90′ \| | Стадион: Муниципальный стадион, Люксембург Зрителей: 3 200 Судья: Алан Снодди |
| Люксембург: Кох, Босси, Петри, Бирсенс, Вольф, Малдже, Вайс (к), Сайбене (Скуто, 84'), Эллерс, Грофф, Морокутти (Тилль, 61'). Главный тренер: Поль Филипп. Россия: Черчесов, Горлукович, Ан. Иванов, Онопко, Канчельскис, Шалимов (к), Добровольский, И. Корнеев (Кульков, 66'), Колыванов, Юран, Кирьяков (Дм. Попов, 77'). Главный тренер: Павел Садырин. Предупреждения: Канчельскис (35'), Вайс (37'), Горлукович (56'). | |                                                                               |
| Люксембург | 0:4 (0:1)                                                                                              | Россия                                                                        |
| | Голы                                                                                                   | Кирьяков 11′, 46′ · Шалимов 58′ · Кульков 90′                                 |

Отборочная стадия XV чемпионата мира. Матч группы 5 зоны УЕФА
| 28 апреля 1993 | \| Россия \| 3:0 (0:0) \| Венгрия \| \| Канчельскис 55′ · Колыванов 61′ · Юран 85′ \| Голы \| \| | Стадион: «Лужники», Москва Зрителей: 25 000 Судья: Ги Гуталс |
| Россия: Харин, Онопко, Ан. Иванов, Горлукович, Канчельскис, Шалимов (к), Добровольский, И. Корнеев (Кульков, 56'), Колыванов, Юран, Кирьяков (Мостовой, 74'). Главный тренер: Павел Садырин. Венгрия: Петри, Чаби, Телек, Дуро (Банфи, 63'), Лёринц, Мартон, Киприх, Балог (Винце, 63'), Пишонт, Детари, К. Ковач. Предупреждение: Юран (75'). |                                                                                                  |                                                              |
| Россия | 3:0 (0:0)                                                                                        | Венгрия                                                      |
| Канчельскис 55′ · Колыванов 61′ · Юран 85′ | Голы                                                                                             |                                                              |

Отборочная стадия XV чемпионата мира. Матч группы 5 зоны УЕФА
| 23 мая 1993 | \| Россия \| 1:1 (0:1) \| Греция \| \| Добровольский 70′ (пен.) \| Голы \| Митропулос 45′ \| | Стадион: «Лужники», Москва Зрителей: 45 000 Судьи: Петер Миккельсен, Йенс Петер Стерк, Торбен Сиерсен. Пасмурно. 12 градусов. |
| Россия: Харин, Горлукович, Онопко, Ан. Иванов, Канчельскис, Шалимов (к), Добровольский, Кульков (Татарчук, 65'), Колыванов, Юран, Кирьяков. Главный тренер: Павел Садырин. Греция: Мину, Апостолакис, Колицидакис, Манолас, Калидзакис, Цалухидис, Марагос, Ниоплиас, Махлас (Антониу, 86'), Митропулос (к) (Карапиалис, 67'), Циантакис. Главный тренер: Алкетас Панагулиас Предупреждения: Колицидакис (32'), Циантакис (74'), Апостолакис (80'). |                                                                                              | |
| Россия | 1:1 (0:1)                                                                                    | Греция |
| Добровольский 70′ (пен.) | Голы                                                                                         | Митропулос 45′ |

Отборочная стадия XV чемпионата мира. Матч группы 5 зоны УЕФА
| 2 июня 1993 | \| Исландия \| 1:1 (1:1) \| Россия \| \| Сверриссон 26′ \| Голы \| Кирьяков 39′ \| | Стадион: «Лаугардалсвёллур», Рейкьявик Зрителей: 12 500 Судьи: Лесли Моттрэм, Майкл Покок, Грэм Роберт Элисон. Ясно. 6 градусов. |
| Исландия: Б. Кристинссон, Биргиссон, К. Йонссон, О. Тордарсон, Дервич, Р. Кристинссон (Гретарссон, 70'), Бергссон (к), Стефанссон, Гуннлаугссон, Гудьонсен, Сверриссон (Ингольфссон, 83'). Главный тренер: А. Элиассон. Россия: Харин, Горлукович, Онопко (к), Ан. Иванов, Канчельскис, Татарчук (И. Корнеев, 68'), Добровольский, Кульков, Колыванов, Юран (Ледяхов, 75'), Кирьяков. Главный тренер: Павел Садырин. Предупреждения: Дервич (64'), Добровольский (73'). |                                                                                    | |
| Исландия | 1:1 (1:1)                                                                          | Россия |
| Сверриссон 26′ | Голы                                                                               | Кирьяков 39′ |

Товарищеский матч
| 28 июля 1993 | \| Франция \| 3:1 (3:1) \| Россия \| \| Созе 17′ · Кантона 20′ · Папен 37′ \| Голы \| Блан 23′ (авт.) \| | Стадион: «Мишель-д’Орнано», Кан Зрителей: 22 000 Судьи: Альфредо Тренталандже, Дженнаро Поментале, Тулио Манфредини. Облачно. 21 градус. |
| Франция: Мартини (Лама, 46'), Рош, Пети (Гравлен, 80'), Боли (Догон, 61'), Блан, Ле Гуэн, Дешам, Созе (Педрос, 85'), Папен (к), Мартен (Лизаразю, 65'), Кантона. Главный тренер: Жерар Улье. Россия: Черчесов, Хлестов (Дм. Попов, 46'), Онопко (к), Ан. Иванов, Канчельскис, Горлукович, Ледяхов, Карпин (Тетрадзе, 70'), Пятницкий, Юран, Радченко (Файзуллин, 65'). Главный тренер: Павел Садырин. Примечание: Папен не реализовал пенальти (37', вратарь); Карпин не реализовал пенальти (60', вратарь). Предупреждения: Ледяхов (45‘), Кантона (45‘). | | |
| Франция | 3:1 (3:1)                                                                                                | Россия |
| Созе 17′ · Кантона 20′ · Папен 37′ | Голы | Блан 23′ (авт.) |

Отборочная стадия XV чемпионата мира. Матч группы 5 зоны УЕФА
| 8 сентября 1993 | \| Венгрия \| 1:3 (1:1) \| Россия \| \| Никифоров 20′ (авт.) \| Голы \| Пятницкий 15′ · Кирьяков 52′ · Бородюк 90′ \| | Стадион: «Иллёй Ут», Будапешт Зрителей: 15 000 Судьи: Георге И. Константин, Валериу Аргесялэ, Штефан Иоан Пасмурно. 20 градусов. |
| Венгрия: Вег, Пуглич, Куттор, Бордаш, Банфи, Липчеи (Халмаи, 67'), Чертёи, Ф. Альберт II (Й. Ковач, 57'), Клаус, Детари (к), Винце. Главный тренер: Йожеф Веребеш. Россия: Харин, Горлукович, Онопко, Ан. Иванов, Канчельскис, Шалимов (к), Пятницкий (Добровольский, 70'), Никифоров, Колыванов, Юран (Бородюк, 55'), Кирьяков. Главный тренер: Павел Садырин. Примечание: Детари не реализовал пенальти (26', штанга). Предупреждения: Бордаш (35‘), Куттор (45‘), Пуглич (63‘); Никифоров (38‘), Шалимов (40‘), Канчельскис (61‘), Колыванов (66‘). | | |
| Венгрия | 1:3 (1:1) | Россия |
| Никифоров 20′ (авт.) | Голы | Пятницкий 15′ · Кирьяков 52′ · Бородюк 90′                                                                                       |

Товарищеский матч
| 6 октября 1993 | \| Саудовская Аравия \| 4:2 (1:1) \| Россия \| \| Аль-Муваллид 33′ (пен.) · Галямин 60′ (авт.) · Идрисс Фалатах 65′ · Аль-Мехалель 88′ \| Голы \| Мостовой 23′, 72′ \| | Стадион: принца Мохаммеда бен Фахда, Даммам Зрителей: 20 000 Судья: Абдула Аль-Хальди 38 градусов. |
| Саудовская Аравия: Аль-Деайеа, Аль-Доссари, Зубромави, Аль-Муайнеа, Амин, Аль-Муваллид, Аль-Джабер, Аль-Мехалель, Салех, Мохаммед, Оварайн. (На замену вышли: Аль-Темави, Идрисс.) Главный тренер: Хосе Кандидо Россия: Овчинников (Подшивалов, 63'), Галямин, Онопко (к), Кульков, Хлестов, Карпин (Косолапов, 63'), Пятницкий, Тетрадзе, Мостовой, Юран, Бесчастных (Тедеев, 63'). Главный тренер: Павел Садырин. Примечание: Юран не реализовал пенальти (76', вратарь). | | |
| Саудовская Аравия | 4:2 (1:1) | Россия                                                                                             |
| Аль-Муваллид 33′ (пен.) · Галямин 60′ (авт.) · Идрисс Фалатах 65′ · Аль-Мехалель 88′ | Голы | Мостовой 23′, 72′                                                                                  |

Отборочная стадия XV чемпионата мира. Матч группы 5 зоны УЕФА
| 17 ноября 1993 | \| Греция \| 1:0 (0:0) \| Россия \| \| Махлас 70′ \| Голы \| \| | Стадион: Олимпийский стадион, Афины Зрителей: 70 000 Судьи: Жан-Фиделе Дирамба, Анри-Жорж Зого, Игнас Мбамбет-Итанда. Пасмурно. 10 градусов. |
| Греция: Мину, Апостолакис, Каратаидис, Манолас, Иоаннидис, Цалухидис, Саравакос (Александрис, 77'), Ниоплиас, Махлас, Митропулос (к) (Марагос, 34'), Циантакис. Главный тренер: Алкетас Панагулиас. Россия: Черчесов, Хлестов, Онопко, Никифоров, Кульков, Шалимов (к), Добровольский, Дм. Попов (Мостовой, 82'), Колыванов, Юран (Саленко, 46'), Кирьяков. Главный тренер: Павел Садырин. Предупреждения: Иоаннидис (8'), Шалимов (12'), Саравакос (58'), Александрис (79'), Кирьяков (88'). Удаление: Онопко (89', грубая игра). |                                                                 | |
| Греция | 1:0 (0:0)                                                       | Россия |
| Махлас 70′ | Голы                                                            | |

## Авторы забитых мячей
4 мяча
- Сергей Кирьяков

2 мяча
- Дмитрий Попов
- Александр Мостовой

1 мяч
- Олег Сергеев
- Виктор Онопко
- Бахва Тедеев
- Игорь Шалимов
- Василий Кульков
- Андрей Канчельскис
- Игорь Колыванов
- Сергей Юран
- Игорь Добровольский
- Андрей Пятницкий
- Александр Бородюк

## Автоголы
1 мяч
- Лоран Блан

## Авторы пропущенных мячей
2 мяча
- Алон Мизрахи

1 мяч
- Никос Махлас
- Тасос Митропулос
- Эйолфур Сверриссон
- Рауль Диас Арсе
- Фахад аль-Мехаллель
- Халид Аль-Муваллид
- Хамза Идрис Фалатах
- Эрик Кантона
- Жан-Пьер Папен
- Франк Созе

## Автоголы
1 мяч
- Юрий Никифоров
- Дмитрий Галямин